# Xã Pana, Quận Christian, Illinois
Xã Pana (tiếng Anh: Pana Township) là một xã thuộc quận Christian, tiểu bang Illinois, Hoa Kỳ. Năm 2010, dân số của xã này là 6.647 người.